# François Blondel (évêque)
Pour les articles homonymes, voir Blondel et François Blondel (homonymie).
François Blondel, né le 24 mars 1940 à Limoges en Haute-Vienne, est un évêque catholique français, évêque émérite de Viviers depuis 2015.

## Biographie

### Formation
Après avoir suivi une classe préparatoire aux grandes écoles scientifiques, François Blondel est entré au séminaire Saint-Sulpice à Issy-les-Moulineaux. Une fois ordonné prêtre en juin 1965, il a complété sa formation en passant un an à l'Institut catholique de Paris où il a obtenu une licence de théologie. 
Il a été ordonné prêtre le 27 juin 1965 pour le diocèse de Limoges.

### Principaux ministères
Après avoir été vicaire pendant deux ans à Limoges, il a consacré la majeure partie de son temps à la formation, comme responsable de la formation permanente pour le diocèse de Limoges, comme professeur de théologie morale au séminaire interdiocésain de 1er cycle de Poitiers, puis comme supérieur de ce même séminaire à partir de 1975.
En 1980, il a été nommé vicaire général du diocèse de Limoges.
Nommé évêque de Viviers le 15 novembre 1999, il a été consacré le 9 janvier 2000 par Léon Soulier, évêque de Limoges, assisté de Louis-Marie Billé, archevêque de Lyon et de Jean Bonfils, évêque de Nice. Il érige la Famille missionnaire de Notre-Dame (fondée en 1946) en institut de vie consacrée en 2005.
Au sein de la Conférence des évêques de France, il préside la Commission de la vie consacrée.
Le 22 mai 2015, le pape François accepte sa démission pour limite d'âge, et nomme à sa place au diocèse de Viviers Jean-Louis Balsa. 
En septembre 2015, Blondel est nommé par la Congrégation pour les instituts de vie consacrée et les sociétés de vie apostolique commissaire pontifical pour la communauté Saint-Jean à la suite d'abus sexuels constatés dans la communauté, afin d'accompagner les différentes branches de cette famille spirituelle, dans l'organisation d'un meilleur cycle de formation, d'une pratique de gouvernement mieux définie et d'une redéfinition de son charisme et de sa relation à son fondateur, Marie-Dominique Philippe, mort en 2006,.

## Prise de position

### Relation avec l'islam
En 2006, il vend un terrain diocésain à la commune de Tournon en Ardèche pour permettre la construction d'une mosquée. Cette vente lui vaut de très vives réactions sur des sites Internet opposés au progressisme dans l'Église, dont certains sont liés aux milieux traditionalistes, mais pas uniquement. Cette campagne est suffisamment vive pour entraîner une enquête judiciaire préliminaire[réf. nécessaire].